# Philipp Christopher
Philipp Christopher Wolter (* 1980 in Berlin-Frohnau) ist ein deutscher Schauspieler, Regisseur und Filmproduzent.

## Leben
Philipp Christopher wurde in Berlin-Frohnau geboren und zog 1998 nach Brooklyn, New York City. Dort studierte er Film an der School of Visual Arts und wirkte in mehreren Filmen, darunter einigen Kurzfilmen mit. Unter anderen Auszeichnungen erhielt er 2010 für den Kurzfilm The Bridge den Preis für den besten Film beim Athens Film Festival.
2013 wirkte er neben Mila Kunis und Clive Owen bei Blood Ties mit. 2014 zog er für seine Rolle als David Brenner bei der Daily Soap Gute Zeiten, schlechte Zeiten zurück nach Berlin-Charlottenburg.
Am 13. November 2015 wurden er und seine Ehefrau, die US-amerikanische Schauspielerin Michelle Glick, Eltern eines Jungen. Zusammen betreibt das Ehepaar die Produktionsfirma für (Werbe-)Filme namens FilmGym.
Seit seinem Dreh für die Serie Origin im südafrikanischen Kapstadt engagiert sich Philipp Christopher für den Verein Communitykidsspot, eine Art Kita für Kinder aus dem Township, die dort betreut und bekocht werden.

## Filmografie (Auswahl)
- 2002: Edel & Starck
- 2002: Meridian
- 2007: Lindenstraße (Fernsehserie, eine Folge)
- 2008: Sex and the City – Der Film
- 2009: On the Prowl
- 2009: Jung und Leidenschaftlich – Wie das Leben so spielt
- 2010: The Bridge
- 2012: Bridge of Names
- 2013: Blood Ties
- 2014: Bittersweet Monday
- 2014: Donor (Kurzfilm)
- 2014–2016: Gute Zeiten, schlechte Zeiten
- 2016: Tödliche Gefühle
- 2020: Die Kinder von Windermere
- 2020: Notruf Hafenkante (Fernsehserie, Folge AB negativ)
- 2020: SOKO Stuttgart (Fernsehserie, Folge Herz-Dame)
- 2022: Der Schiffsarzt (Fernsehserie)
- 2023: Curse of the piper – Melodie des Todes
- 2024: Black Doves (Fernsehserie)
- 2025: Die drei ??? und der Karpatenhund (Kinofilm)
- 2025: SOKO Köln (Fernsehserie, Folge 2 Zimmer, Küche, Bad)

## Auszeichnungen
- 2010: Bester Film beim Athens Film Festival (The Bridge)
- 2011: Bester Film beim Beijing First Film Festival (The Bridge)
- 2013: Bester Film beim Sonoma Film Festival (Chance Of Rain)